# Wz.34 (бронеавтомобиль)
Wz.34 (пол. Samochód pancerny wz. 34 — «бронеавтомобиль образца 1934 года») — польский бронеавтомобиль 1930-х годов.
Машина была получена путем переделки более ранних полугусеничных бронеавтомобилей wz.28. Wz.28 были непопулярны в войсках из-за сложности в обслуживании, низкой максимальной скорости и недостаточно высокой проходимости, из-за чего было принято решение перестроить их в колёсные бронеавтомобили. Перестановка на новый ход происходила с 1934 по 1938 год включительно. Из 90 wz.28 было переделано 87 машин. Являлся  основным бронеавтомобилем польской армии вплоть до германо-польской войны 1-28.09.1939. К завершению последней все бронеавтомобили или уничтожены, или захвачены вермахтом. До настоящего времени не уцелел ни один Wz.34.
Стоимость wz.34 — 32.457 zl (злотых) (Обменный курс в 1930-е годы, вплоть до 1939 года: 1 $ (доллар США) = 5.31 zl, 1 GBP(Британский фунт стерлингов) = 24.84 zl, 1 FRF (французский Франк) = 0.1407 zl, 1 RM (немецкая Рейхсмарка) = 2.1254 zl)

## Модификации
- Wz.34-I — оснащенная двигателем Fiat-108 мощностью в 20 л.с.
- Wz.34-II — оснащенная двигателем Fiat-108-III мощностью в 24 л.с., задним мостом грузовика Polski Fiat-618[англ.], гидравлической тормозной системой и улучшенной электропроводкой.

Все модификации, включая базовую, существовали в вариантах с пулемётным и пушечным вооружением.

## Галерея

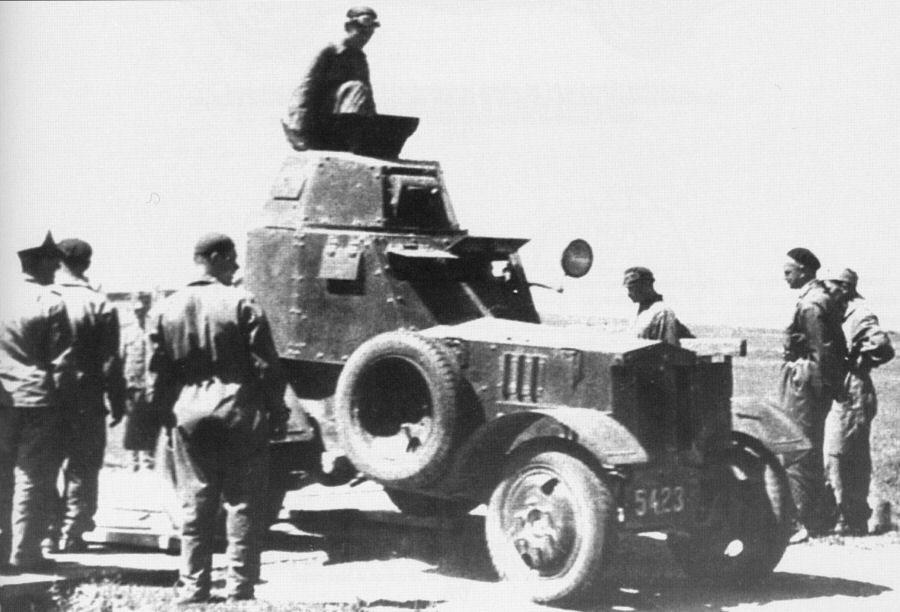
Прототип бронеавтомобиля wz.34 (nr. 5423) без вооружения в ходе испытаний.
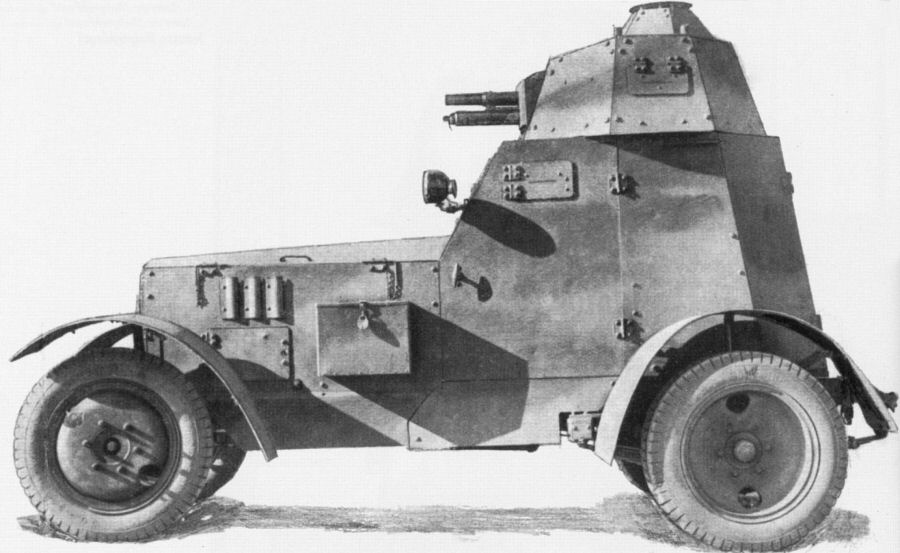
Samochód pancerny wz. 34 (бронавтомобиль образца 1934 г.), вооруженный пушкой Пюто СА 18, вид слева.
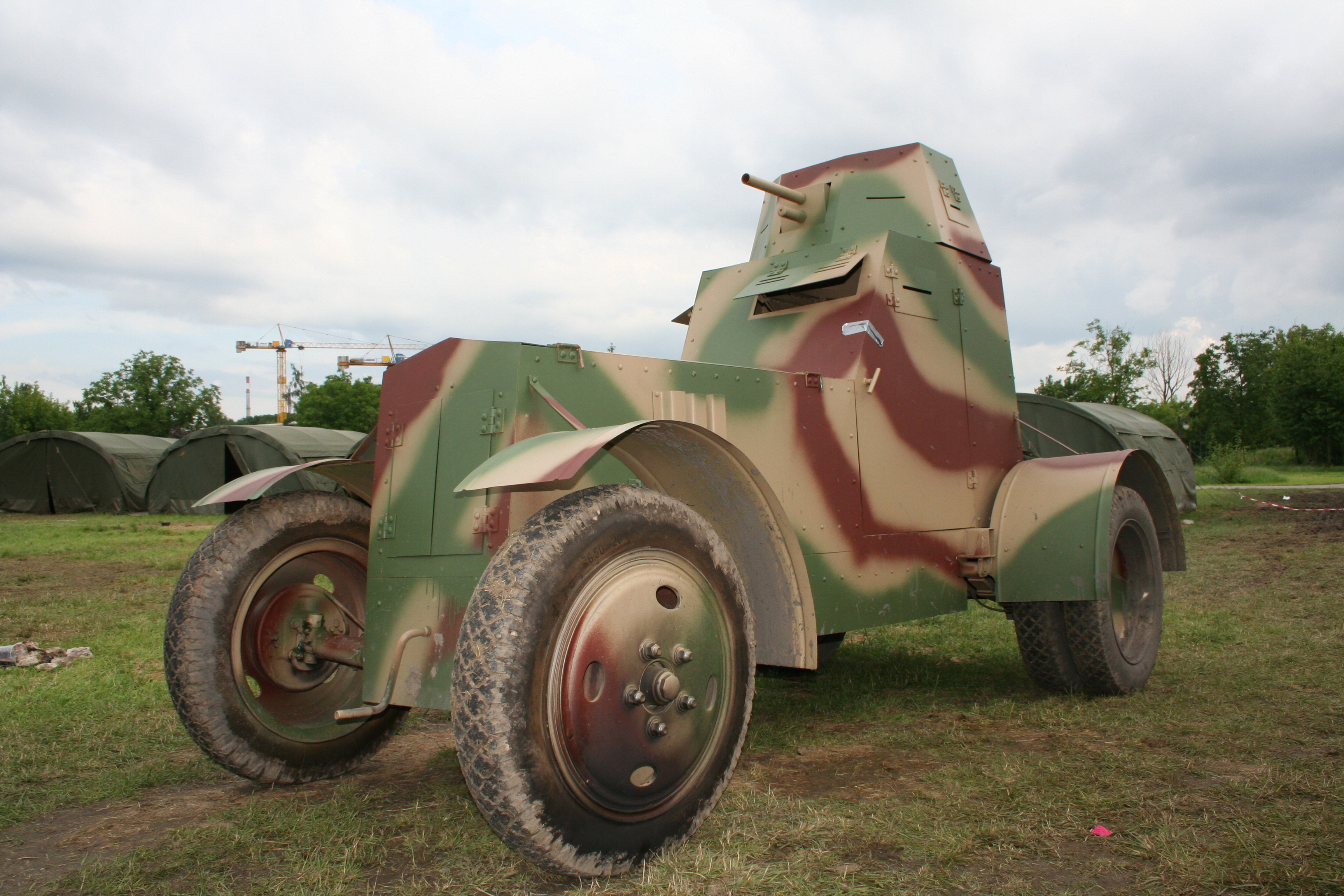
Современная реплика Samochód pancerny wz. 34 с грубой репликой пушки Пюто СА 18.
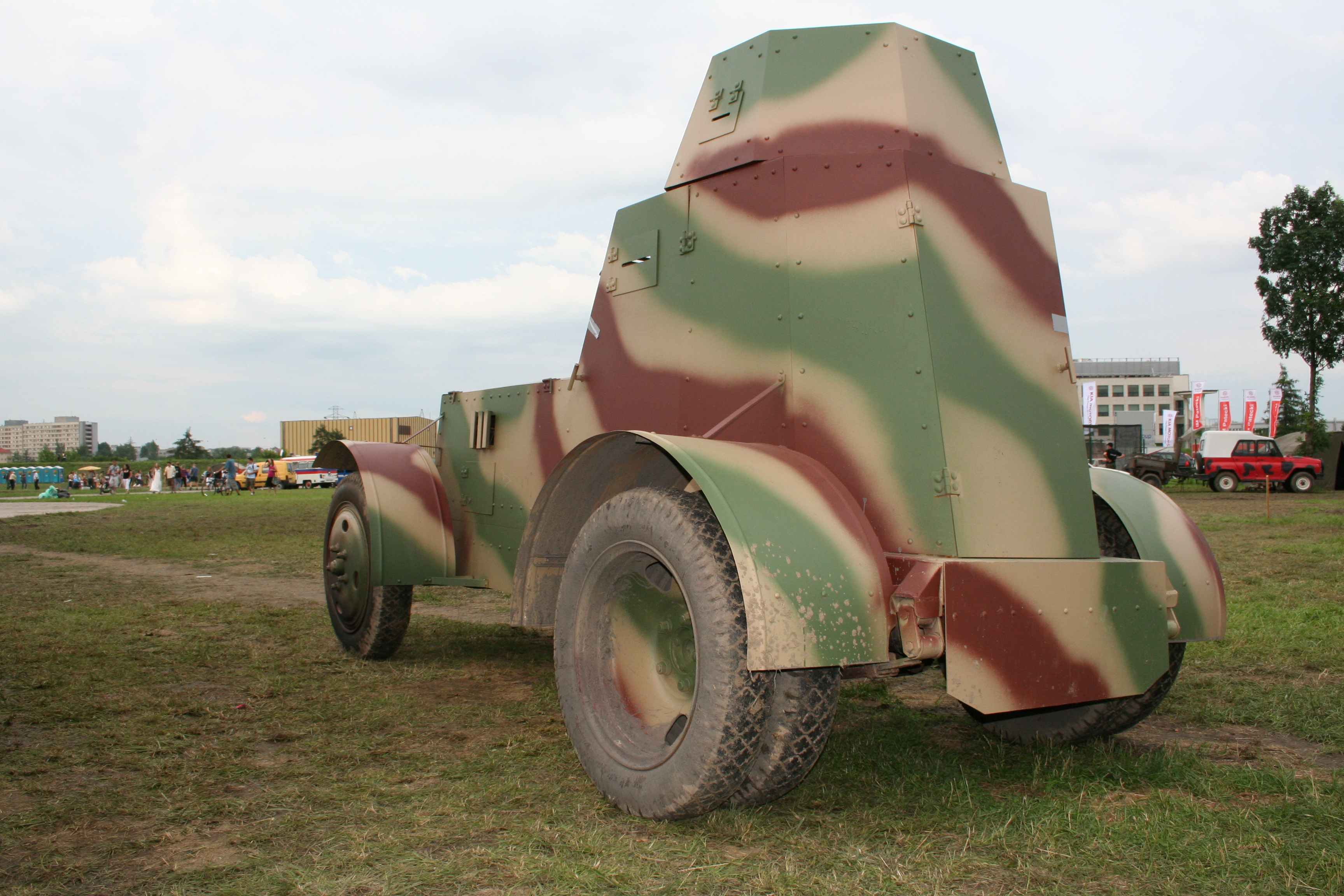
Современная реплика Samochód pancerny wz. 34 сзади.
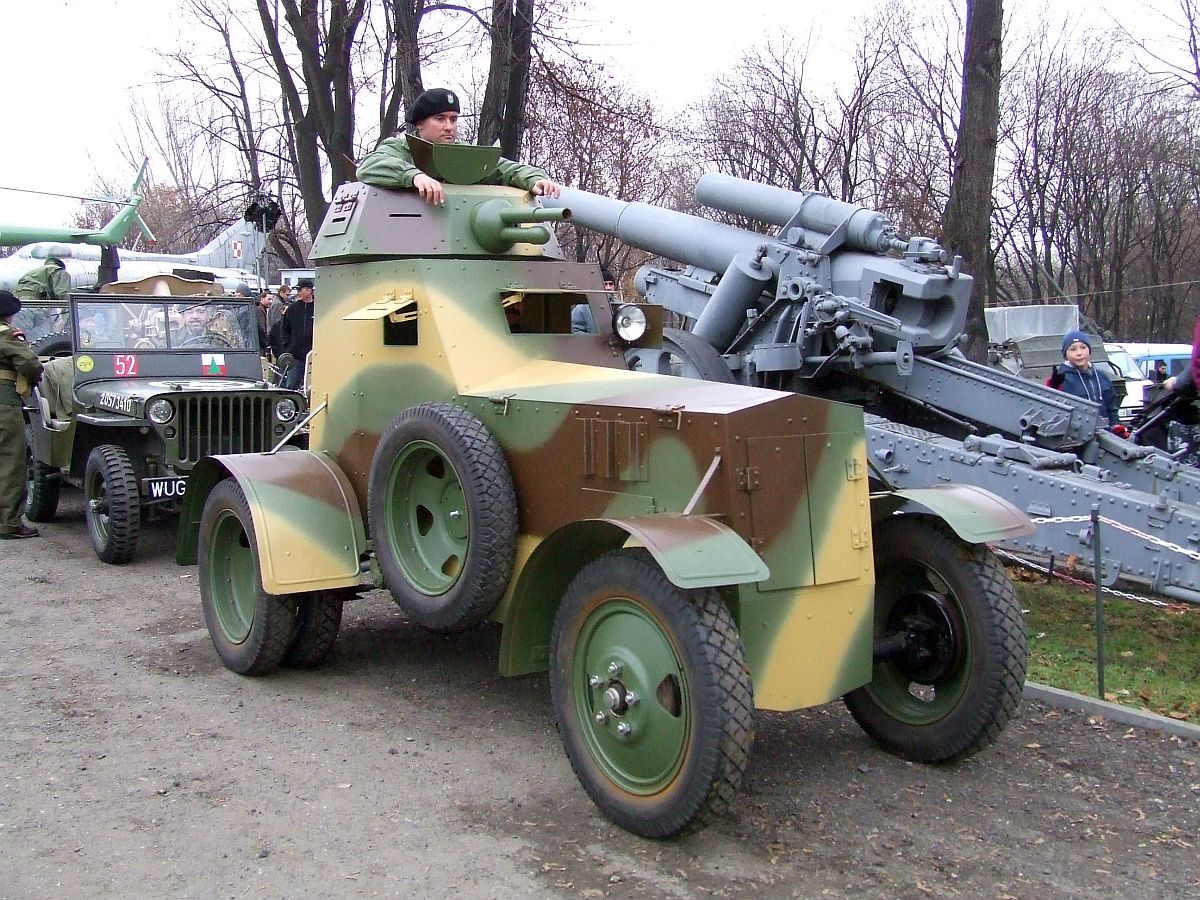
Созданная на базе ГАЗ-69 современная реплика бронеавтомобиля wz. 34 с репликой пушки Пюто СА 18.
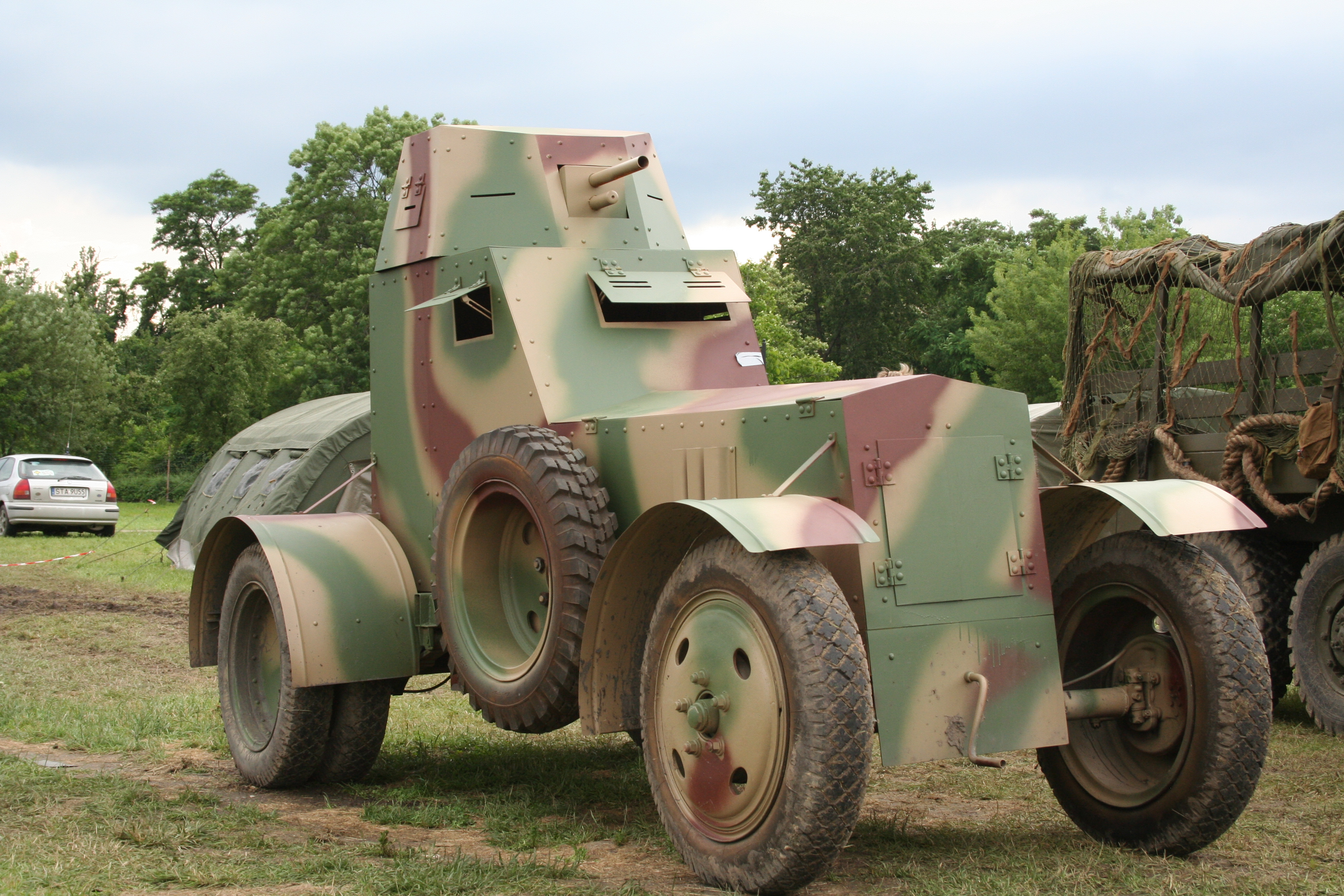
Современная реплика Samochód pancerny wz. 34 с грубой репликой пушки Пюто СА 18.
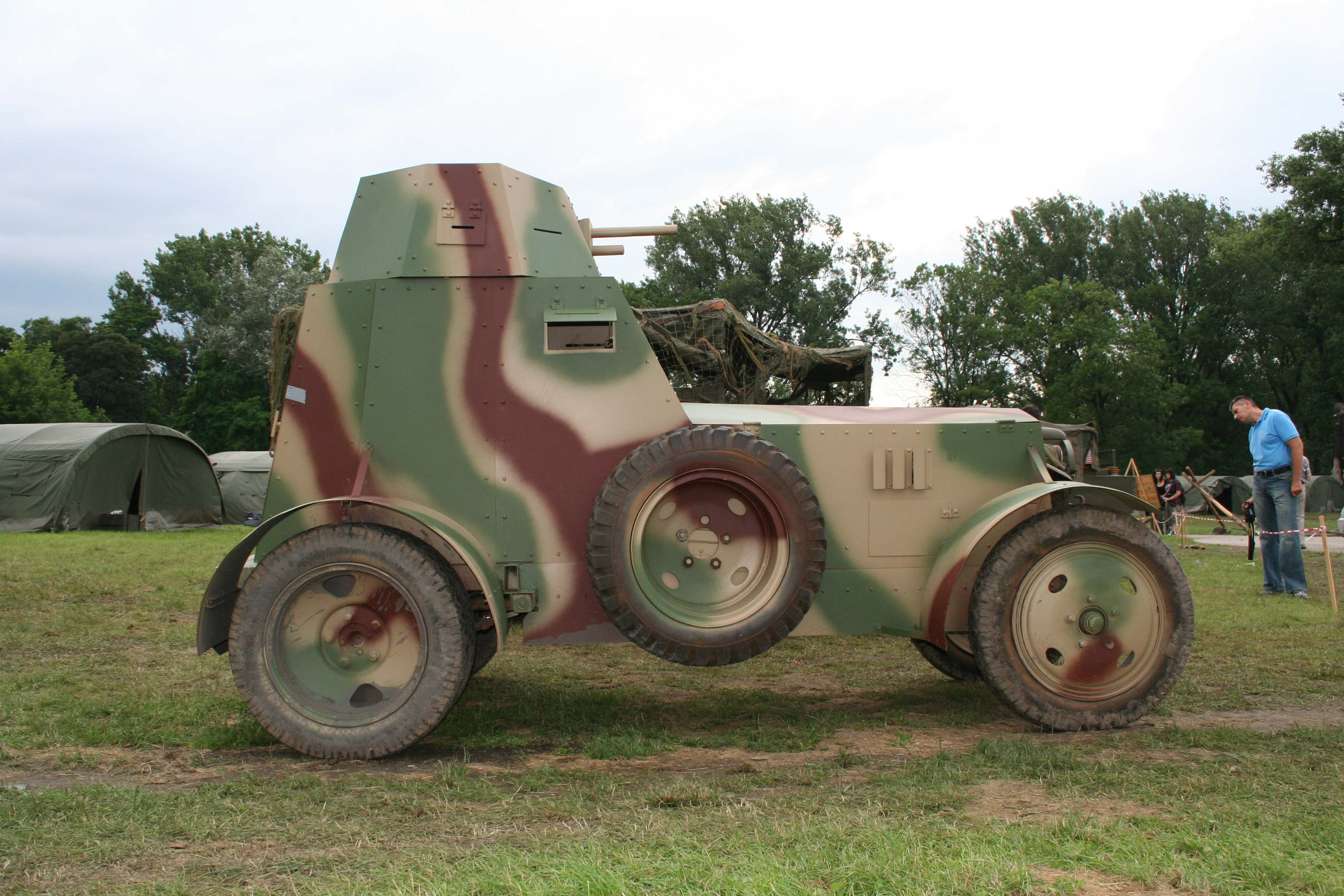
Современная реплика Samochód pancerny wz. 34 с грубой репликой пушки Пюто СА 18.